# 申徽
申 徽（しん き、生没年不詳）は、北魏から北周にかけての官僚。字は世儀。本貫は魏郡魏県。曾祖父は南朝宋の雍州刺史の申爽（申鍾の曾孫）。祖父は南朝宋の北兗州刺史の申隆道。父は南朝宋の郡功曹の申明仁。

## 経歴
父の申明仁が早く死去したため、申徽は母とともに暮らし、孝養を尽くした。成長すると、経書や史書を好んだ。母が死去して服喪を終えると、魏郡に帰った。529年（永安2年）、元顥が洛陽に入り、元邃が東徐州刺史となると、申徽は元邃に召されてその下で主簿をつとめた。元顥が敗れると、元邃は檻車に入れられて洛陽に送られたが、元邃の部下たちがみな去るなか、ひとり申徽のみがこれを見送った。まもなく太尉府行参軍に任じられた。
532年（太昌元年）、洛陽の戦乱がおさまらないため、申徽はひそかに関中に入って宇文泰と面会した。宇文泰は申徽と語りあって感心し、賀抜岳に推薦した。申徽は賀抜岳に召されて賓客となった。宇文泰が夏州に入ると、申徽はその下で記室参軍となり、府主簿を兼ねた。宇文泰の信頼を受けて大行台郎中となった。宇文泰の幕府の事務をつとめ、四方への檄文を起草した。534年（永熙3年）、孝武帝を迎えた功績で、博平県子に封じられ、夏州大中正となった。535年（大統元年）、西魏が建国されると、申徽の爵位は侯に進んだ。538年（大統4年）、中書舎人に任じられ、起居注の修撰にあたった。河橋の戦いで宇文泰が負傷すると、宇文泰に近侍した官吏は散り散りになったが、申徽はひとりそばを離れなかった。544年（大統10年）、給事黄門侍郎に転じた。
先だって東陽王元栄が瓜州刺史となると、その娘婿の劉彦が随行した。元栄が死去すると、瓜州の有力者たちは元栄の子の元康を刺史にしたいと上表したが、劉彦が元康を殺して刺史職を奪い取った。各地が多難のときであったため、西魏の朝廷もあえて劉彦の罪を問おうとせず、劉彦を刺史に任じて追認した。劉彦は西魏の命に服さず、南方の吐谷渾と通じて、西魏に叛こうと図っていた。宇文泰は大軍を動員するのは難しいとして、申徽が河西大使とされ、劉彦を策略で拘束するよう命じた。申徽はわずか50騎で瓜州に赴き、賓館に宿泊した。劉彦は申徽が少数でやってきたため、疑われているとは気づかなかった。申徽は人を派遣して劉彦に長安への入朝を勧めさせたが、劉彦は従わなかった。そこで申徽は自分の宿に劉彦を招いた。申徽は先だって瓜州の豪族たちとひそかに相談して劉彦を捕らえる計画を立てており、劉彦がやってくると縛りあげた。瓜州の官吏や民衆や劉彦の部下たちの前で文帝の詔を読み上げて、西魏の軍が続いて進駐してくると発表すると、城内はあえて反抗する者も出なかった。申徽は長安に召還されて、都官尚書に転じた。
546年（大統12年）、瓜州刺史の成慶が城民の張保に殺害されると、都督の令狐延らが起兵して張保を追放し、刺史の赴任を願い出た。申徽は西方の地で広く信頼されていたことから、仮節・瓜州刺史に任じられた。申徽は瓜州で倹約につとめ、民衆の負担を減らした。550年（大統16年）、召還されて尚書右僕射を兼任し、侍中・驃騎大将軍・開府儀同三司の位を加えられた。553年（廃帝2年）、爵位は公に進み、正式に尚書右僕射となり、宇文氏の姓を賜った。
後に申徽は襄州刺史として出向した。ときに南方は西魏に帰順したばかりで、官吏たちは賄賂を贈って誼を通じようとした。申徽は楊震の像を寝室に描いて自らを戒めた。任を終えて長安に召還されたときには、かれを見送ろうとする民衆や官吏は数十里も途絶えなかった。申徽は自らを人として無徳とみなし、「清水亭」と題する詩を賦した。
明帝が御正を御正上大夫と改め、定員を4人とし、その秩禄を上大夫とすると、申徽は御正上大夫の位を受けた。小司空・少保を歴任して、荊州刺史として出向した。長安に帰って小司徒・小宗伯となった。571年（天和6年）、隠退を願い出て許された。後に死去すると、泗州刺史の位を追贈された。諡は章といった。

## 子女
- 申康（後嗣、瀘州刺史、司織下大夫・上開府）
- 申敦（汝南郡太守）
- 申静（斉安郡太守）
- 申処（上開府・同昌県侯）

## 伝記資料
- 『周書』巻32 列伝第24
- 『北史』巻69 列伝第57